# Billy Corgan
William Patrick „Billy" Corgan, jr. (* 17. března 1967 v Elk Grove Village, stát Illinois, USA) je americký zpěvák, kytarista, skladatel a textař, který se proslavil zejména svým působením v kapele The Smashing Pumpkins. Na kytaru začínal hrát už v patnácti letech, mezi jeho vzory patřily kapely jako Black Sabbath, Judas Priest nebo Beatles. Odešel z vysoké školy bez diplomu protože ho ničila tamní přetvářka a nebyl moc populární.
V té době zakládá se svými kamarády kapelu The Marked a odjíždí hledat štěstí na Floridu, po turné se však zklamaně vrací do Chicaga. Poté se už spřátelí s James Iha a zakládá The Smashing Pumpkins. Po téměř 14 letech se však po vnitřních problémech v kapele rozcházejí. Na to nastupuje jako hostující kytarista do New Order. Zanedlouho už zakládá další kapelu i s bývalým bubeníkem Smashing Pumpkins Jimmy Chamberlin nazvanou Zwan. S ní vydává roku 2003 první i poslední album Mary Star of the Sea a po světovém turné se opět rozcházejí. O dva roky později (2005) už vydává své sólové album TheFutureEmbrance- značně depresivní a zcela elektronické. Zároveň s vydáním sólové desky vychází v Chicago Tribute jeho výzva k reunionu The Smashing Pumpkins. Výzva se setká s úspěchem, a tak jedna z nejzásadnějších kapel devadesátých let [zdroj?] vydá v červenci 2007 nové album Zeitgeist.

## Diskografie
- 2012 - Oceania
- 2007 - Zeitgeist
- 2005 - TheFutureEmbrance - Sólové album
- 2003 - Mary Star of the Sea - Zwan
- 2000 - MACHINA II/The Friends & Enemies of Modern Music - The Smashing Pumpkins
- 2000 - Machina/The Machines of God
- 1998 - Adore
- 1995 - Mellon Collie and the Infinite Sadness
- 1993 - Siamese Dream
- 1991 - Gish